# Irresheim (Nörvenich)

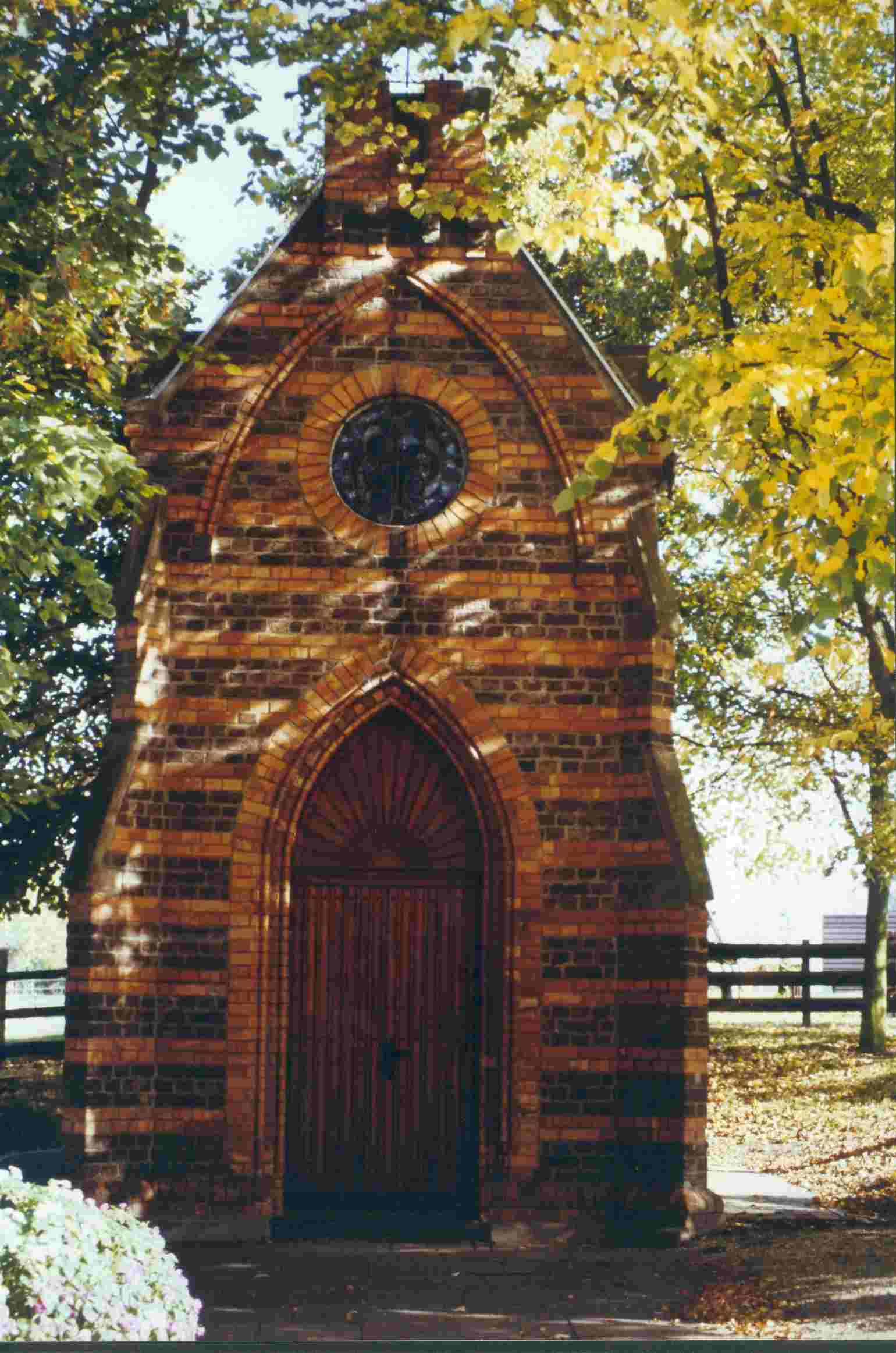
Die Annakapelle

Das Dorf Irresheim gehört zu der Gemeinde Nörvenich im Kreis Düren in Nordrhein-Westfalen.
Irresheim hat eine aktive Dorfgemeinschaft. So wurde zum Beispiel in den 1970er-Jahren eine alte Baracke in Eigenleistung der Bewohner zu einer Fest- und Jugendhalle umgebaut. Sie steht bei öffentlichen und privaten Ereignissen den Dorfbewohnern zur Verfügung. Die am Südrand des Ortes stehende Halle ist von den Nachbargemeinden Hochkirchen und Eggersheim aus sichtbar.

## Geographie

### Lage
Irresheim liegt etwas abseits der Bundesstraße 477. Direkte Nachbarorte sind Hochkirchen und Frauwüllesheim.

### Geologie
Unter Irresheim liegt eines der größten Braunkohle-Vorkommen Deutschlands, der neu aufzuschließende „Tagebau Erp / Irresheim“, mit 1,4 Milliarden m³ die größte noch unerschlossene Lagerstätte des Rheinischen Reviers.
Nach 2015 ist mit einer Entscheidung für oder gegen den neuen Braunkohletagebau zu rechnen. RWE-Power-Pressesprecher Manfred Lang wollte 2006 diesen Plan nicht dementieren.

## Geschichte
Der Ortsname, der auf -heim endet, deutet auf die Wohnstätte eines Franken hin. Den Ort hat wahrscheinlich ein fränkischer Herr mit dem Namen Erin gegründet. Aus diesem Namen hat sich dann über Erinsheim und Erresheim der heutige Ortsname Irresheim entwickelt. Im Volksmund wird das kleine Dorf heute noch Erressem genannt. Der Ortsname hat keineswegs etwas mit „irren“ Bewohnern zu tun.
Am 4. Oktober 1366 wird beim Verkauf eines Hofes aus Frauwüllesheim in Nörvenich, als Bürge, ein Ritter Theoderich Luyschan van Eresheym genannt.
Am 11. Mai 1378 erklären ein Ritter Diederich Luyschhain van Eresheym und seine Ehefrau Lysa, das ihnen für den Schaden, den sie in dem Krieg zwischen der Stadt Köln und dem Erzbischof  erlitten haben, Ersatz geleistet wurde.
Erstmals erwähnt wurde der Ort im Jahre 1381 in den Nörvenicher Gerichtsunterlagen.
1420 verkauft Wernher Luyshan van Eresheim  in einem Erbpachtbrief 8 Malter Roggen.
Am 1. Dezember 1434 wird beim Herzog von Jülich Klage gegen Karl von Ereshym wegen Beschlagnahmung erhoben.
Am 24. Dezember 1556 übertragen Aritzhans van Eggersem und seine Frau Mergen dem alten Thiel van Eressem und seiner Frau Griete eine kündbare jährlich Erbrente von 1 Malter Gerste.
Irresheim hat seit 1965 bis in die 1990er-Jahre hinein regelmäßig an den Bundes- und Landeswettbewerben Unser Dorf soll schöner werden teilgenommen. 1967 wurde Irresheim Landessieger in Nordrhein-Westfalen und 3. Sieger auf Bundesebene. Der damalige Präsident der Deutschen Gartenbaugesellschaft Graf Lennart Bernadotte, Besitzer der Insel Mainau im Bodensee, pflanzte neben der Annakapelle einen Lindenbaum, der in der Zwischenzeit zu einem stattlichen Laubbaum herangewachsen ist.
Bis zum 31. Dezember 1939 gehörte der Ort zum Amt Binsfeld. Am 1. Januar 1969 wurde Irresheim nach Nörvenich eingemeindet.

## Einwohnerentwicklung
| Bevölkerungsentwicklung |               |  |      |               |  |      |               |
| Jahr                    | Einwohnerzahl |  | Jahr | Einwohnerzahl |  | Jahr | Einwohnerzahl |
| 1794                    | 128           |  | 1885 | 197           |  | 1905 | 183           |
| 1925                    | 178           |  | 1945 | 144           |  | 1955 | 164           |
| 1965                    | 161           |  | 1975 | 149           |  | 1985 | 149           |
| 1995                    | 172           |  | 2005 | 179           |  | 2010 | 176           |
| 2015                    | 177           |  |      |               |  |      |               |

## Persönlichkeiten
- Robert Mennen (* 1985), Mountainbikesportler, der in Irresheim lebte
- Edmund Leser (1729–1786), 44. Abt der Abtei Marienstatt

## Kultur und Sehenswürdigkeiten

### Baudenkmäler

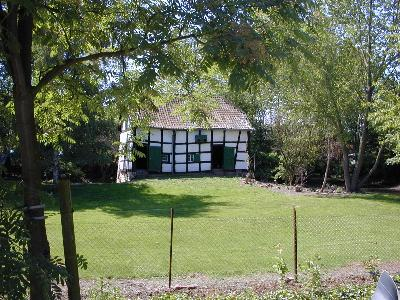
„Et Backes“

In Irresheim findet sich auch noch das einzige erhaltene Backhaus der Gemeinde Nörvenich. Der heutige Eigentümer nutzt es als Hühner- und Gänsestall.
Schräg gegenüber dem alten Backhaus steht die Annakapelle. Dieses Gotteshaus fasst etwa 20 Personen und ist verglast mit Bleiverglasungen des Glasmalers und Künstlers Rudolf Beihartz, der diese Glasmalereien der Kapelle in den 1980er Jahren aufgrund der Verbundenheit zur Dorfgemeinschaft stiftete. Die Kapelle ist an Sonn- und Feiertagen geöffnet. Heute dient sie auch dazu, um nach dem Tod eines Dorfbewohners in ihr für dessen Seelenheil zu beten.
Ein weiteres Baudenkmal in Irresheim ist das Memorienkreuz.

### Bodendenkmäler
- Motte Irresheim

## Verkehr
Im ÖPNV wird der Ort von Rurtalbus mit den AVV-Linien 208 und 228 mit einzelnen Fahrten bedient, an Samstagen fährt ein Rufbus. Bis zum 31. Dezember 2019 wurde der Busverkehr von der Dürener Kreisbahn erbracht.
| Linie      | Verlauf |
| ---------- | --- |
| 208        | Düren Kaiserplatz – Distelrath – (Merzenich Rathaus –) Schöne Aussicht – Girbelsrath – Eschweiler über Feld – Nörvenich Alter Bf – Nörvenich Hommelsh. Weg – Hochkirchen – (Irresheim –) Eggersheim – Lüxheim – Gladbach – Müddersheim – Disternich – Sievernich – Bessenich – Zülpich Frankengraben – Adenauerpl./Schulzentr. |
| 228        | Binsfeld – Rommelsheim – Frauwüllesheim – Irresheim – Hochkirchen – Nörvenich Alter Bf |
| RufBus 208 | Rufbus: Nörvenich Hommelsh. Weg – Irresheim – Eggersheim – Lüxheim – Gladbach – Müddersheim – Disternich – Sievernich – Bessenich – Zülpich Adenauerpl./Schulzentr. (Sa nachmittags/abends) |